# Tipu Sultan van Mysore

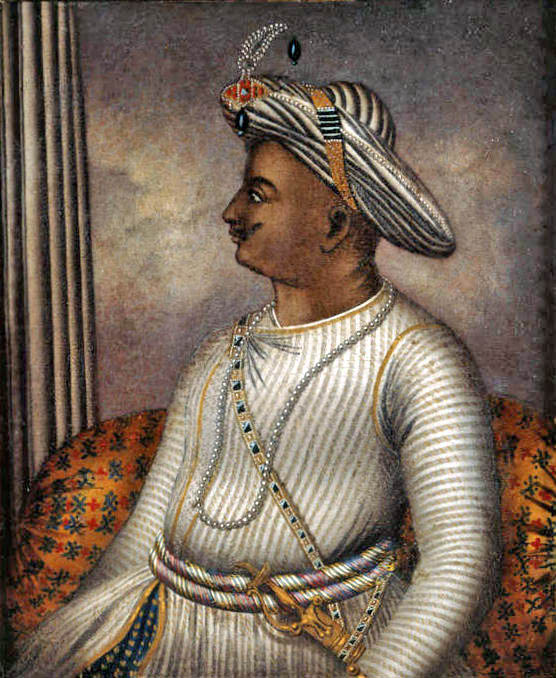
Portret van Tipu Sultan, rond 1792

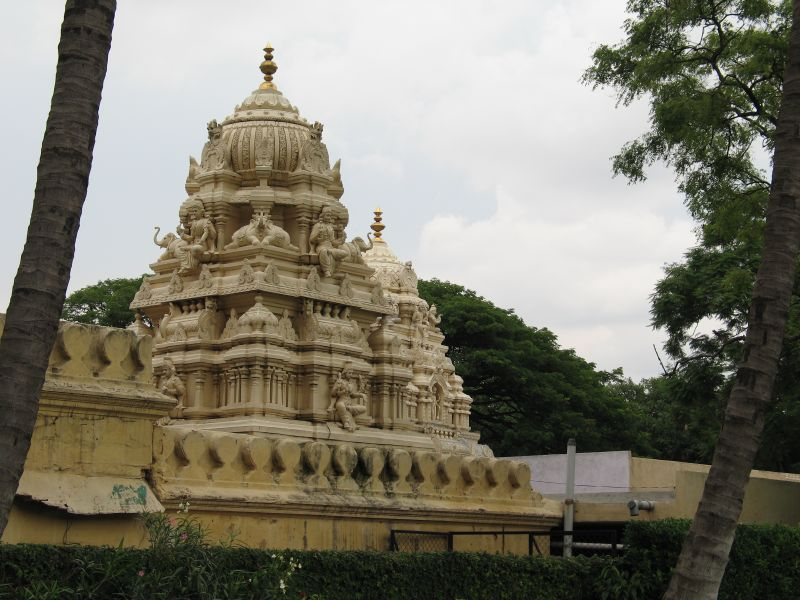
Zomerpaleis van Tipoe Sultan in Bangalore

Fateh Ali Tipu, beter gekend als Tipoe Sultan of Tipu Sultan, (Devanahali, ~20 november 1750 - Srirangapatna, 4 mei 1799), bijgenaamd de "tijger van Mysore", was van 1782 tot 1799 sultan van Mysore in het zuiden van India en een geduchte tegenstander van de Britten. Door hervorming van het bestuur en de handel en de invoering van nieuwe wapentechnologie wist hij zijn rijk lange tijd buiten de Britse koloniale invloed te houden. Hij werd daarbij gesteund door de Fransen, die na 1763 geen macht van betekenis meer in India vormden, maar wel de Britse imperialistische ambities probeerden te dwarsbomen. Mysore voerde viermaal oorlog tegen de Britten. Tipu Sultan kwam in 1799 om bij de verdediging van zijn hoofdstad Srirangapatnam in de laatste van deze oorlogen.

## Levensloop

### Bevelhebber onder Haider Ali
Bij Tipu's geboorte was zijn vader Haider Ali militair bevelhebber in dienst van de radja van Mysore. Haider Ali greep in 1761 de macht door de radja en diens ministers gevangen te zetten. Haider Ali hervormde het bestuur en liet zijn troepen opleiden in moderne, Europese strijdtechnieken, met als resultaat dat Mysore onder zijn leiding uitgroeide tot de meest serieuze bedreiging voor de Britten in India.
Op 15-jarige leeftijd voerde Tipu de legers van zijn vader aan bij diens veroveringen langs de Malabarkust, waardoor Mysore de lucratieve peper- en specerijenhandel in het gebied ging beheersen. Dit bracht Haider Ali in conflict met de Britten, met wie hij tussen 1767-1769 oorlog voerde (de Eerste Oorlog tussen Mysore en de Britten). Opnieuw onderscheidde Tipu zich door de troepen van Mysore tot in de villawijk van Madras te leiden, het bestuurlijke centrum van de Britse kolonies in het zuiden van India. Bij de vrede van 1769 dwong hij de Britten tot een defensief bondgenootschap in ruil voor teruggave van veroverd gebied. Toen de Maratha's in 1771 Mysore aanvielen en Haider Ali een jaar lang belegerden in zijn hoofdstad Srirangapatna, bleef Britse steun echter uit. Als gevolg ontwikkelden Haider Ali, en mogelijk ook zijn zoon Tipu Sultan, een grote persoonlijke afkeer van de Britten. De Maratha's trokken zich terug nadat peshwa Madhav Rao ziek werd en in 1772 overleed.

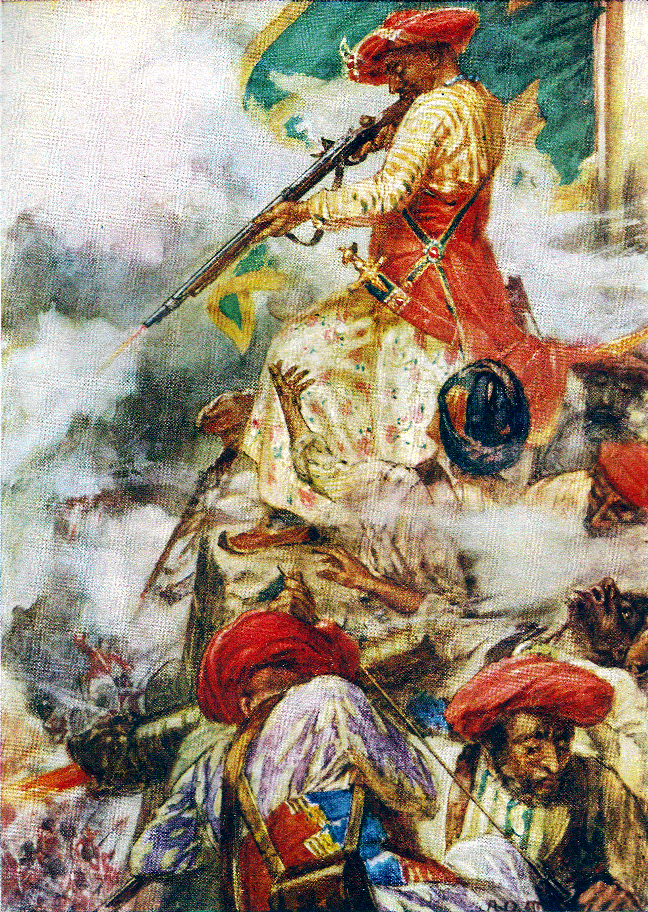
Tipu voert zijn troepen aan tijdens het Beleg van Srirangapatna in 1792.

In de opvolgende jaren consolideerde Haider Ali zijn macht. Hij ontving Franse versterkingen en liet betere wapens importeren en produceren. Op sommige vlakken was het leger van Mysore een van de modernste ter wereld, bijvoorbeeld door de inzet van raketwapens, die van veel betere kwaliteit waren dan die in Europa. Twee van deze raketwapens worden nu tentoongesteld in het Royal Artillery Museum in Londen. Na de val van Mysore in 1799 namen de Britten de rakettechnologie over. Ze zouden in de napoleontische oorlogen tegen Frankrijk en de oorlog van 1812 tegen de Verenigde Staten met succes deze wapens inzetten.
De Britse inname van de Franse kolonie Mahé vormde in 1780 de aanleiding van de Tweede Oorlog tussen Mysore en de Britten. Omdat de Britten op dat moment zelf in oorlog met de Maratha's waren, leek het moment voor Haider Ali gunstig. Bovendien was het Britse koloniale bestuur slecht georganiseerd. De bestuurders waren vaak uit op zelfverrijking en handelden tegen het algemene belang. In 1776 hadden de bestuurders van Madras de gouverneur van die kolonie, George Pigot, in de gevangenis geworpen. Wel had de Britse regering met de Regulation Act van 1774 alle kolonies in India onder een centraal bestuur geplaatst, met aan het hoofd een gouverneur-generaal, die zetelde in Calcutta.
Aanvankelijk verliep de strijd voorspoedig voor Mysore. Tipu leidde de troepen in de slag bij Pollilur (10 september 1780), waarin de Britse troepen onder Hector Munro verpletterend werden verslagen. Later liet Tipu in het paleis in Srirangapatna een grote muurschildering van de slag maken om zijn overwinning te herdenken. In 1781 arriveerden Britse versterkingen uit Bengalen en ontwikkelde de strijd zich tot een impasse. De Britse gouverneur-generaal Warren Hastings sloot bovendien vrede met de Maratha's, zodat de Britse troepen zich volledig op Mysore konden richten. Desondanks hadden Haider Ali's troepen een reële kans gehad de Britten uit het zuiden van India te verdrijven. Slechts het op tijd arriveren van de Bengaalse versterkingen en het op cruciale momenten uitblijven van Franse zeesteun hielden Mysore af van een beslissende overwinning. Haider Ali overleed in december 1782 maar dit bracht de Britten geen respijt, omdat Tipu een even capabele heerser en geduchte tegenstander als zijn vader zou blijken. Pas nadat de Britse afgezanten om vrede smeekten kwam het in 1784 tot een vredesverdrag.
De vrede met de Britten gaf Tipu de kans terrein terug te winnen in een nieuwe oorlog met de Maratha's (1785-1787). De Maratha's zochten daarbij steun van de Britten, maar dezen hielden zich afzijdig.

### Hervorming en modernisering
Tipu overtrof zijn vader in wat door de latere Britse bestuurder Thomas Munro een "passie voor hervorming en modernisering" werd genoemd. Als heerser over Mysore bouwde hij wegen, havens en paleizen, en stimuleerde hij de handel door de belasting laag te houden en handelaren uit andere gebieden aan te trekken. Hij wantrouwde de gevestigde elite van Dekani edelen en Nayars en probeerde in plaats daarvan een nieuwe Arabisch-Afrikaanse elite van handelaren te creëren. In de Malabar bevoordeelden zijn bestuurders de klasse van de moplahs, rijke handelaren die de staat van leningen konden voorzien. Net als zijn vader probeerde Tipu zoveel mogelijk de tussenpersonen in de belastinginning uit te schakelen om in plaats daarvan directe afspraken met dorpsleiders te maken. De economie werd omgevormd naar voorbeeld van de Europese mercantilistische handelscompagnieën. Tipu streefde naar een staatsmonopolie van de economie en een agressieve expansiepolitiek. Sinds de verovering van de Malabarkust had Mysore controle over de eigen import van paarden uit het Midden-Oosten en de export van peper en teakhout.

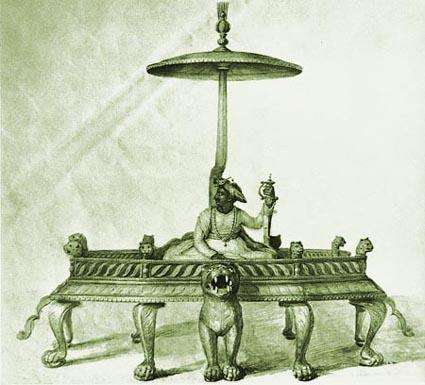
Tipu, gezeten op zijn troon. Tekening door Anna Tonelli, 1800.

Tipu richtte naar Europees voorbeeld een eigen handelscompagnie op die aandelen uitgaf en de handelaren kans bood hun geld te investeren. Hij stuurde verzoeken naar overzeese machthebbers om op hun grondgebied handelsposten met factorijen op te mogen richten, zoals de Ottomaanse sultan en de heerser van Pegu in Birma. Op eigen grondgebied werden factorijen gebouwd die onder andere in de productie van suiker, papier, buskruit, wapens en gereedschappen voorzagen. Mysore was onder Tipu zelfvoorzienend in zijn wapenproductie.
Tipu introduceerde een nieuwe munteenheid en een nieuwe kalender. Ook had hij grote belangstelling voor de hervorming van de landbouw, met name de introductie van nieuwe gewassen. Een deel van de paleisgronden in Srirangapatna werden ingericht als kweekvijver voor experimenten met zaden en gewassen die uit andere delen van Azië of Europa waren ingevoerd. Tipu was verantwoordelijk voor de introductie van zijde in Mysore. In Bangalore liet hij de Lal Bagh-tuinen aanleggen.
Britse beambten die later in Tipu's gebied werden aangesteld verwonderden zich over de relatieve welvaart en het lage belastingniveau. Hoewel Tipu in de Britse propaganda werd afgeschilderd als een corrupte islamitische despoot, die met name zijn hindoeïstische onderdanen onderdrukte, lijkt het uitblijven van opstanden of protesten erop te duiden dat zijn heerschappij onder de bevolking in werkelijkheid tamelijk populair was. Desondanks was hij geen man van het volk: hij kon indien nodig wreed optreden en door het naar zich toetrekken van alle macht had zijn regering een hoog autoritair karakter.

### Tipu Sultan in de Britse propaganda
Tipu had aan het einde van de tweede oorlog de havenstad Mangalore op de Britten heroverd en bezette daarna het zuidelijke deel van de Konkankust, een gebied dat wel Kanara genoemd werd. Hoewel Tipu normaal gesproken tolerant was tegenover religieuze minderheden, vervolgde hij in Kanara en Mangalore de katholieken, omdat ze met de Britten hadden samengewerkt. Hij liet tussen de 30.000 en 80.000 katholieke gevangenen naar Srirangapatna deporteren, en hun kerken met de grond gelijk maken. De Britten grepen dit aan om Tipu af te schilderen als een meedogenloos despoot en religieus fanaticus.
Het als autoritair, onbekwaam of onbevoegd afschilderen van inheemse heersers was echter vast onderdeel van de Britse propaganda, die bedoeld was om de agressie waarmee de Britse verovering van India gepaard ging te verantwoorden. In het geval van Tipu werd niet alleen gewezen op zijn veronderstelde onderdrukking van christenen en hindoes. Tipu's bevoordeling van de moplahs en Arabisch-Afrikaanse handelaren ten gunste van hindoeïstische grootgrondbezitters, de traditionele elite, werd ook dankbaar aangegrepen. Volgens de Britse propaganda werd de eeuwenoude hindoeïstische maatschappelijke orde omvergeworpen door een usurpator (Tipu regeerde in de plaats van de hindoeïstische Wodyardynastie, die door Haider Ali opzijgeschoven was en waarvan de radja zijn dagen onder huisarrest in Srirangapatna sleet).

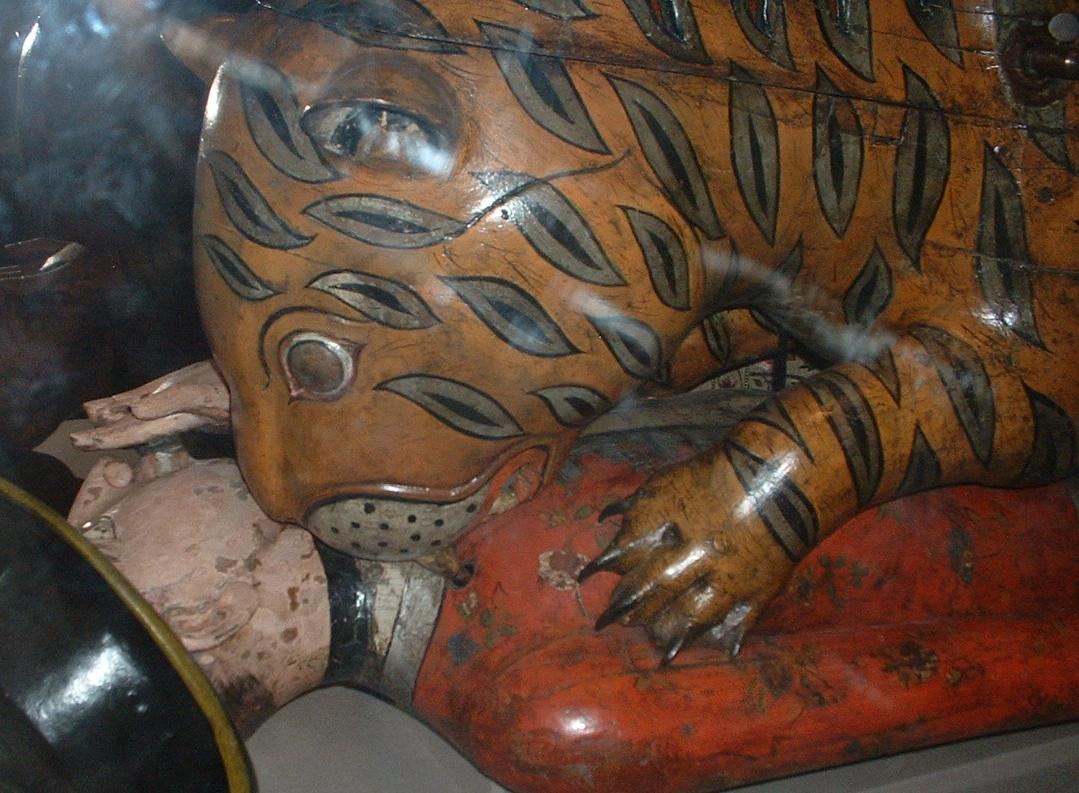
"Tipu's tijger", een mechanische automaat gemaakt voor Tipu Sultan. Het beeldt een Britse soldaat uit die door een tijger (het symbool van Tipu Sultan) wordt belaagd.

Voor de Britten was met name Tipu's behandeling van Britse krijgsgevangenen (7000 Britse mannen en een onbekend aantal vrouwen en kinderen) uit de oorlog van 1780-1784 onverkropbaar. Deze stonden net als de katholieke gevangenen onder druk zich tot de islam te bekeren, waar meer dan 300 gevangenen gehoor aan gaven. Een groep Britse trommelaars werd als nautchdanseressen verkleed en opgedragen Tipu's hof met voorstellingen te vermaken. Na jaren gevangenschap zouden de Britse gevangenen in 1799 worden bevrijd. Een van de overlevenden, James Scurry, beschreef hoe hij na tien jaar gevangenschap zodanig aangepast was aan de Indische levensstijl dat hij nog slechts gebrekkig Engels sprak en vergeten was hoe met vork en mes te eten of in een stoel te zitten.
De demonisatie van Tipu Sultan in de Britse publieke opinie ging vooraf aan de Derde en Vierde Oorlog tussen Mysore en de Britten. Beide oorlogen werden door de Britten begonnen, met als doel de specerijenhandel in handen te krijgen en een Franse bondgenoot uit te schakelen, die een bedreiging vormde voor de Britse koloniën en ambities.

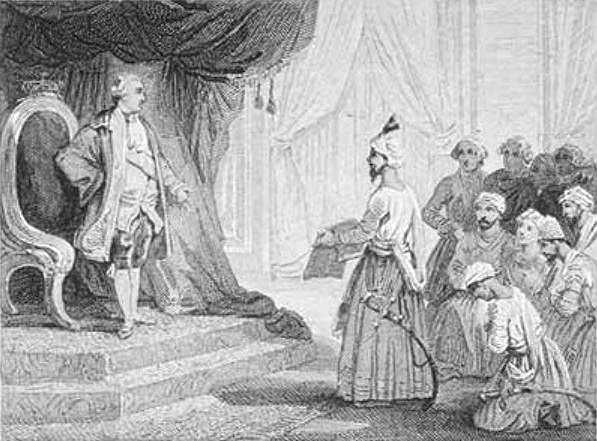
Ambassadeurs uit Mysore bezoeken de Franse koning Louis XVI. 18e-eeuwse illustratie.

### Tipu's afgezanten in Constantinopel en Versailles
Tegen de achtergrond van het uitbreken van de Amerikaanse Onafhankelijkheidsoorlog en de Franse steun voor de Amerikaanse kolonisten stuurden de Fransen ook troepen naar Mysore, dat ze als bolwerk tegen de Britse expansie in India zagen. Mysore had zelfs een technologische voorsprong op de Europeanen opgebouwd, zowel op bijvoorbeeld het gebied van artillerie (waaronder de beste kanonnen en revolutionaire rakettechnologie) als de aanleg van forten en verdedigingswallen.
In 1785 bereikte een omvangrijke delegatie afgezanten uit Mysore het hof van de sultan van het Ottomaanse Rijk in Constantinopel, met als doel Turkse steun te verwerven in de strijd tegen de Britten. De Ottomaanse sultan was tegelijkertijd kalief (leider van de islamitische wereld) en Tipu redeneerde dat de Britten bezig waren de islamitische heersers over India een voor een af te zetten om een christelijke heerschappij te vestigen. Dit liet onverlet dat de overgrote meerderheid van de bewoners van India hindoe was. Om die reden was het voor Tipu ook onmogelijk een heilige oorlog (jihad) tegen de Britten uit te roepen. Mysore was afhankelijk van hindoeïstische soldaten en bestuurders, bij wie een dergelijke oproep ongetwijfeld niet goed zou vallen.
Tijdens de tweede oorlog met de Britten hadden de Fransen zich voortijdig teruggetrokken toen hen in 1783 het nieuws bereikte dat in Europa de vrede getekend was. Tipu begreep daarop dat het beter was directe contacten met de Franse regering in Versailles aan te knopen. In 1787 zond hij een delegatie ambassadeurs naar Frankrijk. Hun schip dokte in juni 1788 in Toulon, waarna ze over land naar Versailles reisden, waar ze met veel eer aan het hof van Louis XVI ontvangen werden. Op 10 augustus verleende de koning hen een persoonlijke audiëntie. De Fransen zonden werklieden, dokters, technici en planten en zaden voor Tipu's botanische experimenten naar Mysore, maar van Franse militaire steun kwam niets terecht dankzij het uitbreken van de Franse Revolutie in 1789.

### Derde oorlog met de Britten

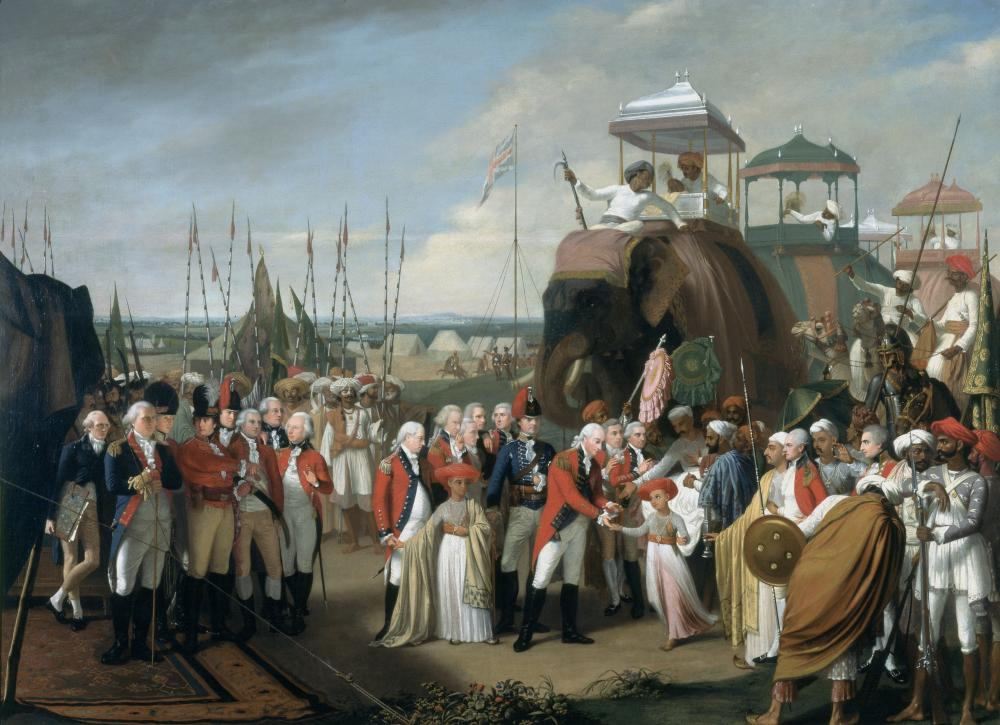
Lord Cornwallis ontvangt Tipu's zoontjes als gijzelaars na Tipu's overgave in 1792. Olieverfdoek door Robert Home, rond 1793.

In 1786 werd Lord Cornwallis geïnstalleerd als Hastings' opvolger als Britse gouverneur-generaal. Cornwallis had enkele jaren eerder de Britse strijdkrachten aangevoerd in de Amerikaanse Onafhankelijkheidsoorlog, een campagne die ten einde kwam met zijn overgave aan George Washington bij Yorktown (1781). Hoewel de East India Company hem de opdracht gegeven had conflict met inheemse staten te voorkomen, was hij vastbesloten zijn militaire reputatie met een overwinning in India te herstellen. De eerste drie jaar in India besteedde hij aan het smeden van een coalitie met de Maratha's en de nizam van Haiderabad. Tussen 1787-1789 viel Tipu Travancore binnen, een onafhankelijke staat op het zuidelijkste deel van het Indisch Schiereiland. Travancore was een Britse bondgenoot, en Cornwallis greep Tipu's agressie aan om Mysore de oorlog te verklaren. Tipu deed weinig moeite tot een vergelijk te komen: hoewel hij eerst ontkende dat zijn acties een aanval op Travancore inhielden hernieuwde hij daarna zijn invasie van het gebied.
Begin 1790 vielen Britse troepen onder Cornwallis Mysore binnen. Tipu probeerde het strijdtoneel te verplaatsen door een aanval op de Carnatic, maar hij kon niet verhinderen dat Bangalore in maart 1791 werd bestormd en ingenomen. Cornwallis trok daarop op naar Srirangapatna, waar Tipu het nog een jaar uithield voor hij zich in maart 1792 overgaf om een vernederend verdrag te tekenen. Mysore gaf ongeveer de helft van zijn grondgebied op aan de Britten en Haiderabad. Bovendien werd het gedwongen tot omvangrijke herstelbetalingen. Cornwallis nam twee van Tipu's zoontjes als gijzelaar mee, om garant te staan voor deze betalingen. De overwinning betekende het begin van Britse territoriale heerschappij over het zuiden van India.

### Toenadering tot de Fransen en vierde oorlog met de Britten
Na het verdrag van 1792 had Mysore niet langer de macht of middelen een geloofwaardige bedreiging voor de Britten te vormen. Tipu was vastbesloten zo snel mogelijk onder de herstelbetalingen uit te komen, die een zware last vormden, en zijn zoontjes terug te krijgen. Hij was bekend met de situatie in de Carnatic en Avadh, waar de respectievelijke nawabs door schulden tot vazallen van de Britten werden gereduceerd en wilde die situatie in Mysore voorkomen. Om de landopbrengst te verhogen elimineerde hij meer tussenpersonen. Het bestuurlijke systeem werd daardoor nog efficiënter en werd later vrijwel onaangepast door de Britten overgenomen. Ze lieten na 1799 zelfs Tipu's diwan (eerste minister) aanblijven.
Mysore had in de derde oorlog met de Britten geen steun van Frankrijk ontvangen, omdat de Franse Revolutie net was uitgebroken. Na 1792 werd de situatie in Frankrijk geleidelijk stabieler. Tipu, die nog altijd uit was op Franse steun, stond toe dat er in Mysore een Jacobijnenclub werd opgericht, waarvan de leden hem als "citoyen Tipu" aanspraken - een voor inheems-Indische begrippen unieke situatie die haaks op zijn verder autoritaire regeringsstijl stond.

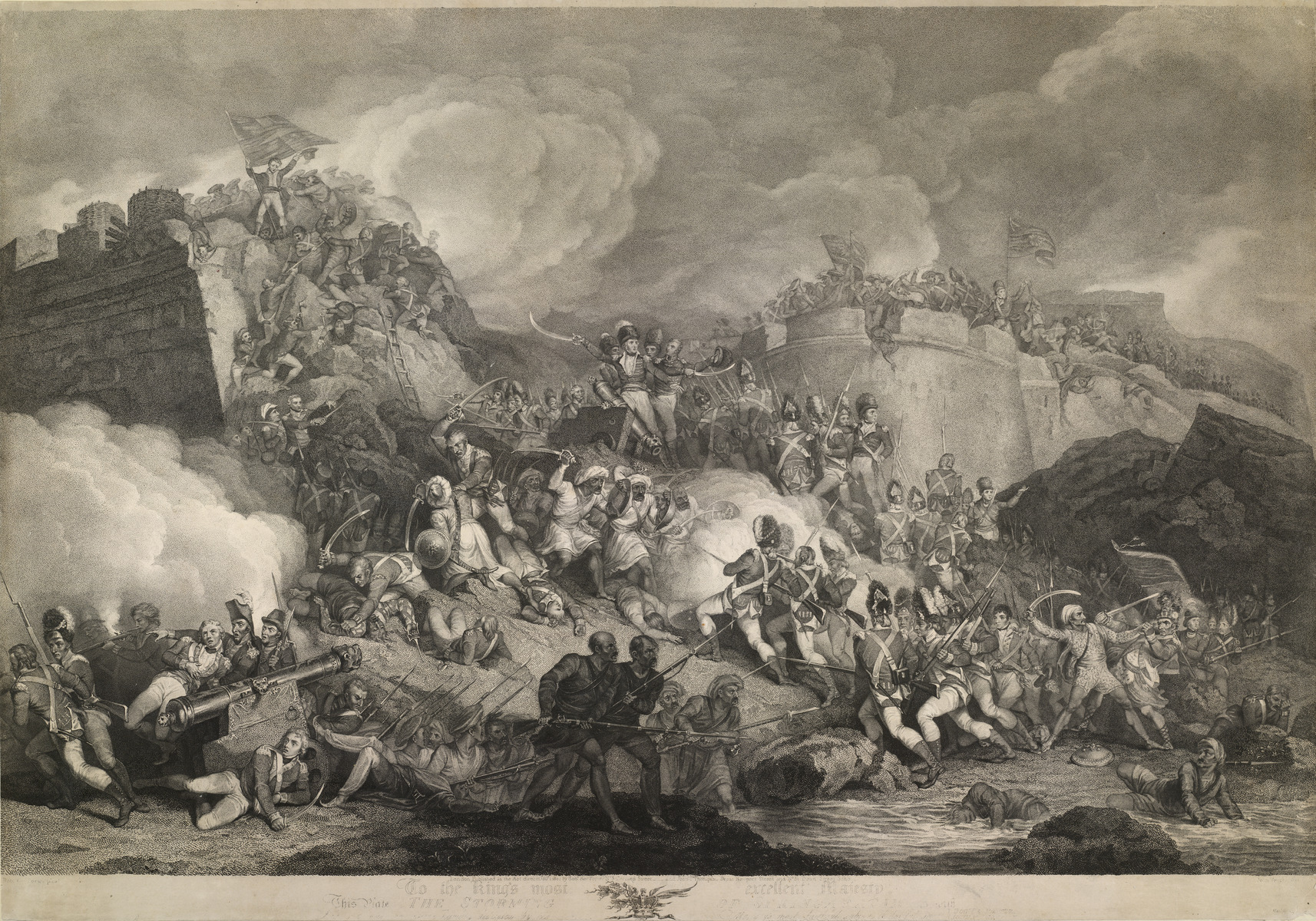
De bestorming van Srirangapatna. Ets door John Vendramini, 1802, in het bezit van de British Library.

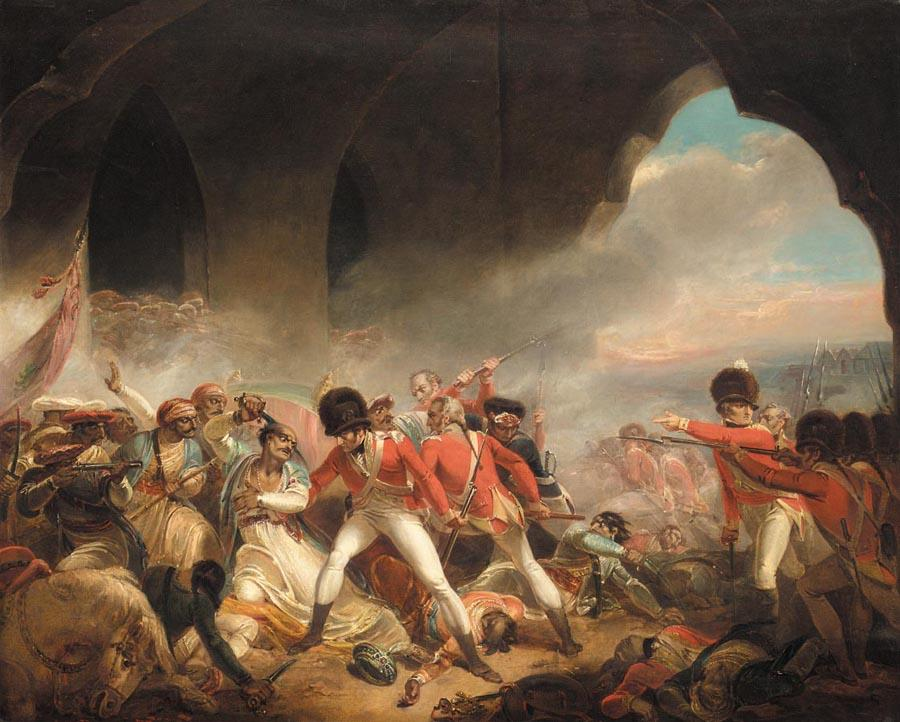
De dood van Tipu Sultan. Olieverfdoek door Henry Singleton, rond 1800. De sultan en zijn strijders zijn weinig realistisch afgebeeld met kwaadaardige gelaatstrekken, om het beeld dat de Britse propaganda van Tipu als corrupte despoot te benadrukken.

De expeditie van Napoleon naar Egypte (1798) vormde een bedreiging voor de Britse belangen in India. Napoleon verzweeg niet dat zijn bedoeling was naar India door te stoten. De Britten onderschepten communicatie tussen Tipu en de Franse commandant op Réunion, die bevestigde dat Tipu op de hoogte was van Napoleons plan. De vernietiging van de Franse vloot door de Britse admiraal Nelson in 1798 maakte een Franse invasie van India onmogelijk, maar Tipu's contact met de Fransen werd door de Britten aangegrepen als excuus voor militaire actie tegen Mysore.
De in 1797 benoemde Britse gouverneur-generaal, Richard Wellesley, voerde een nieuwe politiek. Zijn voorgangers waren vooral uitgeweest op vrede en stabiliteit tussen de inheemse heersers, onder Britse hegemonie. Wellesley wilde echter een Brits imperium vestigen over India en voerde een kolonialistische onderwerpingspolitiek tegen onder andere Mysore en de Maratha's. De vierde oorlog tegen Mysore van 1799 kwam dan ook voort uit eenzijdige Britse agressie. Wellesley vormde de grootste Britse strijdmacht ooit op Indisch grondgebied. De Britten verzamelden drie legers. Onder de bevelhebbers bevond zich Wellesleys jongere broer Arthur Wellesley, de latere hertog van Wellington, die later Napoleon zou verslaan in de Slag bij Waterloo.
Vergeleken met de voorbereiding was de oorlog zelf een formaliteit. Zonder veel moeite rukten de Britse legers op naar Srirangapatnam. Tipu Sultan werd verraden door een van zijn commandanten, die de munitie onklaar maakte. Nadat een bres geslagen was in de muren en de Britten de stad bestormden, voerde Tipu Sultan persoonlijk de laatste wanhopige verdediging aan. Zijn lichaam werd later teruggevonden en in het mausoleum van zijn vader bijgezet. Tipu bevond zich onder 9000 gesneuvelde verdedigers. Aan Britse zijde vielen slechts 400 slachtoffers.
Na de inname en plundering van Srirangapatna en dood van Tipu Sultan stelde Wellesley de radja van de Wodyardynastie aan als marionet over Mysore, dat teruggebracht werd tot de kleine vorstenstaat die het voor de komst van Haider Ali was geweest. Het overige gebied werd verdeeld over de Britten en hun bondgenoot Nizam Ali van Haiderabad.

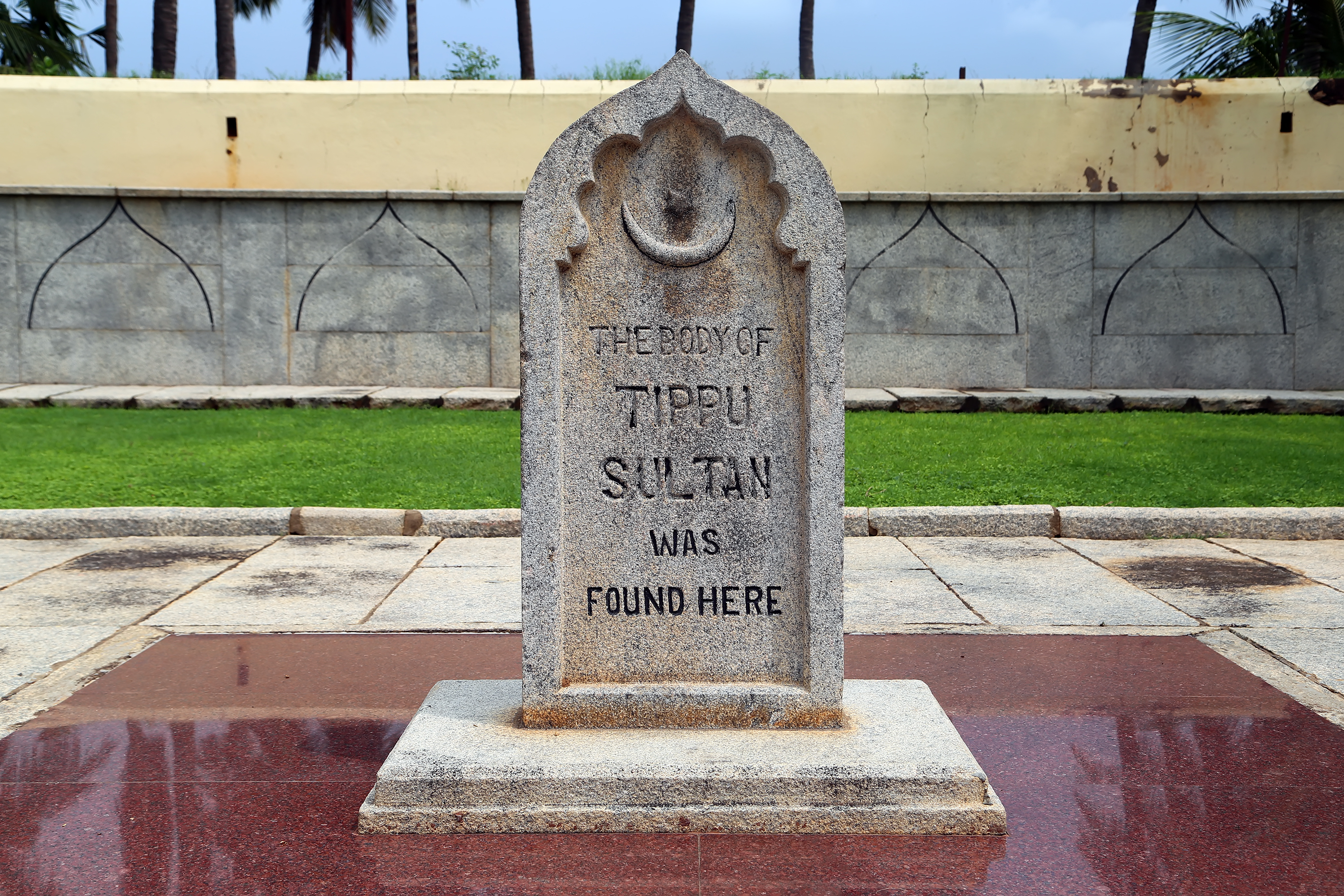
Monument op de plek waar Tipu sneuvelde in Srirangapatna.

## Betekenis
In de koloniale tijd was het beeld van Tipu Sultan zeer negatief ten gevolge van de Britse propaganda, waarin Tipu werd afgeschilderd als "oosters despoot" en usurpator. Na de inname van Mysore kwam daar enig tegengeluid tegen op, toen duidelijk werd hoe efficiënt het bestuur en welvarend de bevolking was onder zijn heerschappij. In India zelf wordt Tipu sinds de opkomst van de onafhankelijkheidsbeweging als een leider van het verzet tegen de Britse verovering van India gezien. Zijn acties tegen de hindoeïstische landadel maken hem echter ook controversieel en hebben voorkomen dat hij als nationale held gezien wordt.
Tipu Sultan is het onderwerp geweest van verschillende boeken en televisieseries. De marine van Pakistan noemde een van haar fregatten, de PNS Tipu Sultan, naar hem. In L'Île mystérieuse ("Het geheimzinnige eiland") van Jules Verne wordt Kapitein Nemo beschreven als een neef van Tipu Sultan. In The Surprising Adventures Of Baron Munchausen van Rudolf Erich Raspe vecht Münchhausen een duel tegen Tipu Sultan.
In het Victoria and Albert Museum wordt Tipoe's Tijger tentoongesteld, een mechanische automaat die gemaakt werd voor Tipu Sultan en een Europese soldaat uitbeeldt die door een tijger (het symbool van Tipoe) uiteengereten wordt.
Tipu's gevangengenomen vrouwen en kinderen werden naar Calcutta gebracht, waar zijn nakomelingen in de 21e eeuw nog steeds leven. Noor Inayat Khan, een Indiase geheime agente die in een Duits concentratiekamp omkwam, was een afstammeling van Tipu Sultan.